# Cléo (cantante)
Cléo es el nombre artístico de Chantal Rousselot, cantante francesa que tuvo mucho éxito en la música yeyé, en los años sesenta.
Su periodo de actividad cuenta de 1966 hasta 1970.

## Biografía
Chantal Rousselot creció en Francia, tuvo su interés por la música desde temprana edad. Sabiendo que los demás conocían su persona por un talento en la voz, decide comenzar su carrera como una cantante profesional en los años sesenta. En la radio se escuchaban ritmos lentos y rápidos como el yeyé que estaba de moda en Francia, Reino Unido, España, Italia y países latinoamericanos, desde entonces, Rousselot comienza a cantar a mediados de 1966 en obras de este ritmo. Pero, la cantante comienza con un dúo francés conocido como "Cedric y Cleo" (Cedric et cleo), donde lanzan dos discos junto a Richard Fontaine. Al obtener mucho éxito, Cléo con su nombre artístico, lanza a finales de 1966 su primer disco en solitario. Luego, sus canciones más populares fueron «Les Fauves» y «Dis petit», en su disco de 1966, y más tarde graba uno en 1967 y dos en 1968. 
Se casó con Herbert Léonard, y tiene una hija de nombre Éléa, actualmente es una de las cantantes de música yeyé más recordadas, junto a France Gall, Clothilde, entre otras. Además, la cantante es también conocida por el parecido a Clothilde, una cantante de su misma época y también de yeyé, que obtiene mucho éxito desde entonces.

## Discografía en dúo
- 1966 : Chaque fois qu'une fille passe / Le Jour se lèvera sur tout ça / Des lendemains / Adam et Ève (Vogue Discográfica -  EPL 8409)
- 1966 : Rien à faire, rien à dire / Ce monde existe / Alors tant pis / Plus vingt moins vingt (Vogue Discográfica - EPL 8476)

## Discografía en solitario
- 1966 : Les Fauves / Dis petit / Et moi, et toi, et soie (écrit par Jacques Dutronc en référence à Et moi, et moi, et moi) / Madame la terre (Vogue Discográfica - EPL 8503)
- 1967 : Ce n'est qu'un au revoir mes sœurs / Les Bouaïtes / L'Épitaphe de Cléo / Parti-pris (Vogue EPL 8533)
- 1968 : La Standardiste (en référence à la chanson de Nino FerrerLe Téléfon) / La Lady du colonel Pickson / Les Amours / La di la (Vogue Discográfica - EPL 8574)
- 1968 : À mes bottes / On court / Un dur au cœur tendre / Pourquoi veux-tu que l'on se marie (Voque Discográfica - EPL 8621)[1]